# 大崎地方
大崎地方（おおさきちほう）は、宮城県北部の1市4町（大崎市、色麻町、加美町、涌谷町、美里町）を範囲とする地域名。宮城県による地域区分では「大崎地域」、「広域大崎圏」とされている。

## 地域組織

宮城県 行政区分地図
■紫色：大崎圏

宮城県は県内を7つの広域行政推進地域に区分しており、大崎市、加美郡色麻町、加美町、遠田郡涌谷町、美里町の1市4町が広域大崎圏、あるいは大崎地域とされている。全市町で「大崎地域広域行政事務組合」を組織する。また、中心部の旧古川市を除く13町（旧中新田町、旧小野田町、旧宮崎町、色麻町、旧松山町、旧三本木町、旧鹿島台町、旧岩出山町、旧鳴子町、涌谷町、旧小牛田町、旧田尻町、旧南郷町）は、平成の大合併で町数が減るまで、「大崎地方町村会」「大崎地方町村議会議長会」「大崎地方社会福祉協議会」などを組織していた。また、大崎地方選出の宮城県議会議員たちは、超党派の「宮城県議会大崎地方議員会」を組織する。民間でも、大崎地方をエリアとする各種団体が多数存在する。
大崎市と色麻町、加美町、涌谷町、美里町はそれぞれ定住自立圏の形成に向けて協議している。
平成の大合併の際、合併推進派からは、当時の1市13町全てで合併することを望む声も聞かれた。現在も「2次合併がある際は、大崎地方を1つの市に」という声が聞かれる。宮城県も、1市4町が大同合併して20万人都市となる、中長期的な合併枠組み案を示している。しかし、連携の重要性は誰もが認めつつも、容易な大規模合併には慎重な声も根強い。仮に大崎地方1市4町が合併した場合、面積は栗原市を抜き、宮城県最大の市となる。ただし旧松山町、旧鹿島台町の区域は仙台市を中心とした地域「仙台都市圏」に含まれ、旧古川市を中心とする合併に反対する意見も聞かれた。
衆議院の選挙区は、中選挙区制当時は旧宮城1区・2区に分かれていた。小選挙区比例代表並立制となる際、当時の1市13町が大崎地方を同じ選挙区にするよう国へ要望したが、市郡が5つ（旧古川市、旧志田郡、旧玉造郡、加美郡、遠田郡）だったこともあり、結果的に宮城4区・5区・6区の3つに分けられた。このため、市郡境を越え合併した大崎市は、2009年の第45回衆院選は3会場に別れ開票作業が行われた。選挙区の見直しは、少なくとも2010年国勢調査の後に行われる。

## 統計
（この節の出典は目で見る“大崎地域”『おおさき』はこんなところである。特記のある部分を除く。）
- 出生率：5.76%（2019年）
- 死亡率：14.22%（2019年）
- 第一次産業労働者：10,404人
- 第二次産業労働者：30,715人
- 第三次産業労働者：59,499人
- 病院数：21（2020年10月1日）
- 病院病床：2,547（2020年10月1日）
- 診療所数：116（2020年10月1日）
- 診療所病床：142
- 医師数：365人
- 幼稚園（2020年）
  - 園数：35
  - 園児：1,919人
- 認定こども園（2020年）
  - 園数：9
  - 園児：775人
- 小学校（2020年）
  - 校数：43校
  - 児童：9,612人
- 中学校（2020年）
  - 校数：21校
  - 児童：5,347人
- 高等学校（2020年）
  - 校数：14校
  - 児童：5,436人

### 人口
（令和2年住民基本台帳に基づく）
- 大崎地方の人口：199,520人（宮城県の9%）
- 大崎地方の市町村別人口
  - 大崎市：128,267人（大崎地方の65%）
  - 遠田郡
    - 美里町：24,213人（大崎地方の12%）
    - 涌谷町：15,548人（大崎地方の8%）

  - 加美郡
    - 加美町：22,568人（大崎地方の12%）
    - 色麻町：6,648人（大崎地方の3%）

推計人口（2025年5月1日）：182,360人（全県比：8.2%）
国勢調査人口の推移は以下の通り。
仙台都市圏以外の地域圏（単位：人）
仙台都市圏（単位：万人）

### 土地利用
（2019年4月1日時点）
- 森林：55%（87,520ha）
  - 民有林：31%
  - 国有林：24%
- 農地:23%（35,649ha）
  - 田：20%
  - 畑：3%
- 宅地：5%（6,941ha）
  - 住宅地：3%
- 水面・河川：5%（7,789ha）
- 道路：4%（6,431ha）
  - 一般道路：3%
- 原野：1%（1,183ha）
- その他：6%（9,877ha）

## 都市雇用圏
金本良嗣・徳岡一幸によって提案された都市雇用圏（10パーセント通勤圏）の指標による大崎都市圏の人口は約21万人である（2010年国勢調査基準）。都市圏の範囲は、県の広域行政区域と同様、大崎市、色麻町、加美町、涌谷町、美里町の1市4町である。一般的な都市圏の定義については都市圏を参照のこと。 
以下は都市雇用圏（10パーセント通勤圏）の変遷である。大崎都市圏および仙台都市圏の 10パーセント通勤圏に入っていない自治体は、各統計年の欄で灰色かつ「-」で示す。
| 自治体 ('80) | 1980年                  | 1990年                  | 1995年                  | 2000年                  | 2005年                 | 2010年                 | 自治体 （現在） |
| ------------ | ----------------------- | ----------------------- | ----------------------- | ----------------------- | ---------------------- | ---------------------- | --------------- |
| 涌谷町       | -                       | -                       | -                       | -                       | -                      | 大崎 都市圏            | 涌谷町          |
| 鳴子町       | -                       | -                       | -                       | -                       | -                      | 大崎 都市圏            | 大崎市          |
| 田尻町       | -                       | -                       | 古川 都市圏 16万9858人  | 古川 都市圏 16万9910人  | 古川 都市圏            | 大崎 都市圏            | 大崎市          |
| 高清水町     | -                       | 古川 都市圏 15万2834人  | 古川 都市圏 16万9858人  | 古川 都市圏 16万9910人  | -                      | -                      | 栗原市          |
| 中新田町     | -                       | 古川 都市圏 15万2834人  | 古川 都市圏 16万9858人  | 古川 都市圏 16万9910人  | 古川 都市圏 16万4200人 | 大崎 都市圏 21万0789人 | 加美町          |
| 宮崎町       | -                       | 古川 都市圏 15万2834人  | 古川 都市圏 16万9858人  | 古川 都市圏 16万9910人  | 古川 都市圏 16万4200人 | 大崎 都市圏 21万0789人 | 加美町          |
| 小野田町     | -                       | 古川 都市圏 15万2834人  | 古川 都市圏 16万9858人  | 古川 都市圏 16万9910人  | 古川 都市圏 16万4200人 | 大崎 都市圏 21万0789人 | 加美町          |
| 色麻町       | -                       | 古川 都市圏 15万2834人  | 古川 都市圏 16万9858人  | 古川 都市圏 16万9910人  | 古川 都市圏 16万4200人 | 大崎 都市圏 21万0789人 | 色麻町          |
| 岩出山町     | -                       | 古川 都市圏 15万2834人  | 古川 都市圏 16万9858人  | 古川 都市圏 16万9910人  | 古川 都市圏 16万4200人 | 大崎 都市圏 21万0789人 | 大崎市          |
| 古川市       | 古川 都市圏 6万5525人   | 古川 都市圏 15万2834人  | 古川 都市圏 16万9858人  | 古川 都市圏 16万9910人  | 古川 都市圏 16万4200人 | 大崎 都市圏 21万0789人 | 大崎市          |
| 三本木町     | 古川 都市圏 6万5525人   | 古川 都市圏 15万2834人  | 古川 都市圏 16万9858人  | 古川 都市圏 16万9910人  | 古川 都市圏 16万4200人 | 大崎 都市圏 21万0789人 | 大崎市          |
| 小牛田町     | 仙台 都市圏 124万8616人 | 古川 都市圏 15万2834人  | 古川 都市圏 16万9858人  | 古川 都市圏 16万9910人  | 古川 都市圏 16万4200人 | 大崎 都市圏 21万0789人 | 美里町          |
| 南郷町       | 仙台 都市圏 124万8616人 | 仙台 都市圏 139万5486人 | 仙台 都市圏 149万2610人 | -                       | -                      | 大崎 都市圏 21万0789人 | 美里町          |
| 松山町       | 仙台 都市圏 124万8616人 | 仙台 都市圏 139万5486人 | 仙台 都市圏 149万2610人 | 仙台 都市圏 155万5691人 | 仙台 都市圏            | 大崎 都市圏 21万0789人 | 大崎市          |
| 鹿島台町     | 仙台 都市圏 124万8616人 | 仙台 都市圏 139万5486人 | 仙台 都市圏 149万2610人 | 仙台 都市圏 155万5691人 | 仙台 都市圏            | 大崎 都市圏 21万0789人 | 大崎市          |

- 2003年4月1日 - 中新田町、小野田町、宮崎町の3町が新設合併して加美町となった。
- 2005年4月1日 - 高清水町を含む栗原郡全10町村が新設合併して栗原市となった。
- 2006年1月1日 - 遠田郡の小牛田町と南郷町の2町が新設合併して美里町となった。
- 2006年3月31日 - 古川市、遠田郡の田尻町、志田郡の三本木町と松山町と鹿島台町、玉造郡の岩出山町と鳴子町の計1市6町が新設合併して大崎市となった。